# 中国共産党中央精神文明建設指導委員会
中国共産党中央精神文明建設指導委員会(ちゅうごくきょうさんとうちゅうおうせいしんぶんめいけんせつしどういいんかい)は、中国共産党中央直属の機関。宣伝部の上位に位置し、中国全土の宣伝工作を掌握する。1997年4月21日に設立された。

## 歴代構成員
- 1997年-
  - 主任：丁関根（政治局委員、中央宣伝部長）
  - 副主任：李鉄映（政治局委員、教育担当国務委員）
  - 弁公庁主任：劉雲山（中央委員、中央宣伝部副部長）

- 2002年-
  - 主任：李長春（常務委員、宣伝工作担当）
  - 副主任：劉雲山（政治局委員、中央宣伝部長）
  - 弁公庁主任：胡振民

- 2003年-
  - 陳至立（中央委員、教育担当国務委員）

- 2007年-
  - 主任：李長春（常務委員、宣伝工作担当）
  - 副主任：劉雲山（政治局委員、中央宣伝部長）、劉延東（政治局委員、国務委員）
  - 弁公庁主任：雒樹剛（中紀委委員、中央宣伝部副部長）
  - 弁公庁副主任：張建平（中央弁公庁副主任）、項兆倫（国務院副秘書長、機関党組成員）

- 2013年-
  - 主任：劉雲山（常務委員、宣伝工作担当）
  - 副主任：劉延東（政治局委員、国務委員）、劉奇葆（政治局委員、中央宣伝部長）
  - 弁公庁主任：雒樹剛（中紀委委員、中央宣伝部副部長）→2014年12月-黄坤明（中委候補中央委員、中央宣伝部常務副部長）雒樹剛は、2014年12月-中華人民共和国文化部部長任命。
  - 弁公庁副主任：張建平（中央弁公庁副主任）、項兆倫（国務院副秘書長、機関党組成員）